# 横浜市立新石川小学校
横浜市立新石川小学校（よこはましりつ しんいしかわしょうがっこう）は、神奈川県横浜市青葉区新石川3丁目にある公立小学校。

## 沿革
出典
- 1986年（昭和61年）11月22日 - 横浜市は、校名を「新石川小学校」と決定。
- 1988年（昭和63年）
  - 4月1日 - 開校。開校時点の児童数は341名、学級数12。
  - 4月5日 - 第1回入学式挙行。
  - 7月5日 - 創立記念日を「5月2日」と定める。
  - 11月7日 - 校章制定。
- 1989年（平成元年）
  - 1月31日 - 校歌制定。
  - 4月10日 - 中庭施設完成。
  - 4月14日 - 校庭に登り棒とジャングルジム完成。
  - 5月1日 - 第1回創立記念式典挙行。
- 1995年（平成7年）4月3日 - 焼釜庫設置。
- 1996年（平成8年）9月 - 特殊学級（現:個別支援級）教室設置。
- 1997年（平成9年）
  - 5月31日 - 創立10周年記念式典挙行。
  - 12月18日 - 防災備蓄庫設置。
- 2000年（平成12年）3月15日 - 普通教室増設。
- 2002年（平成14年）12月27日 - 職員室拡張工事。
- 2003年（平成15年）2月12日 -　校庭整備（校庭一部と中庭の芝生化）。
- 2004年（平成16年）
  - 3月26日 - 給食室外壁に防犯カメラを設置。
  - 5月31日 - プールの改修工事実施。
  - 8月30日 - 視聴覚室と図書室の改修工事実施。
- 2005年（平成17年）11月28日 - 教具室外壁に防犯カメラを設置。
- 2006年（平成18年）
  - 2月6日 - 体育館屋根とA棟および天窓に落下防護柵を設置。
  - 2月27日 - 普通教室増設し、児童昇降口拡張。第二音楽室と多目的教室及びエレベーターと車椅子専用トイレを設置。
  - 3月1日 - 学校安全ボランティア（スクールガード）活動開始。
  - 4月1日 - 通学区域の拡張のため、学区拡大。
  - 5月20日 - 創立20周年に向けて「新小ふれあいまつり」開催。
- 2007年（平成19年）
  - 3月30日 - 東門に電気錠を設置。
  - 5月26日 - 創立20周年記念式典挙行。
- 2008年（平成20年）3月10日 - 給食室外壁校舎防犯ライトと教具室外壁校舎に防犯ライトを設置。
- 2009年（平成21年）2月20日 - 普通教室にインターフォンを設置。
- 2010年（平成22年）
  - 3月15日 - 体育館裏ゴミ保管倉庫設置。
  - 11月29日 - 東門扉改修工事実施。
- 2011年（平成23年）
  - 7月19日 - トイレ改修工事。
  - 7月28日 - 給食門改修工事。
- 2012年（平成24年）4月28日 - クーラー設置工事実施。
- 2013年（平成25年）
  - 4月16日 - 学校安全ボランティア（スクールガード）廃止。
  - 7月6日 - 保健室LAN工事実施。
  - 9月10日 - 職員通用門に電子錠を設置。
  - 12月14日 - 特別教室にインターフォン増設。
- 2014年（平成26年）
  - 5月26日 - 青葉区制20周年記念式典挙行し、記念樹(山桜)を中庭に植樹。
  - 6月16日 - 教室等照明設備改修工事開始（9月19日完了）。
  - 7月9日 - 東門に防犯カメラを設置。
  - 8月1日 - アルミサッシ転落防止工事実施。

## 通学区域
出典
- 青葉区
  - 美しが丘5丁目（1番地～8番地・12番地）
  - 新石川2丁目（1番地～13番地・17番地～32番地）
  - 新石川3丁目（全域）
  - 新石川4丁目（全域）

## 主な進学先中学校
出典
- 横浜市立山内中学校

## 学校周辺
- 申田公園 - 横浜市道をはさんで、敷地が隣接。
- 東名高速道路
  - ただし、インターチェンジは付近には無い。
- 東急電鉄田園都市線たまプラーザ駅
- 社会福祉法人博愛福祉会たまプラーザもみじ保育園 - 進学前保育園のひとつ。
- 國學院大學
  - たまプラーザキャンパス
  - 体育館
  - 幼児教育専門学校
  - 若木21
- また、川崎市との市境線も近い。

## アクセス
- 東急電鉄田園都市線たまプラーザ駅（南口）から、徒歩で約555m・約9分。
  - なお、学校敷地からたまプラーザ駅舎までは直線距離で約260mと近いが、学校正門の設置個所と道路の関係で約2倍の距離となる。
- 東名高速道路東名川崎IC（川崎市宮前区）から、車で約2.3km・約4分。
  - なお、青葉区内には、横浜青葉ICがあるが、横浜青葉ICからは約5km・約10分と、東名川崎ICから移動するより約2倍の距離と時間がかかる。